# Denisa Chládková
Denisa Chládková (* 8. února 1979 Praha) je bývalá česká profesionální tenistka startující na okruhu WTA v letech 1997–2006. Za svou kariéru se na něm probojovala třikrát do finále dvouhry. Na žebříčku WTA pro dvouhru byla nejvýše klasifikována na 31. místě v červnu 2003. V úvodu této sezóny si zahrála osmifinále na Australian Open, v roce 1997 postoupila mimo jiné výhrou ve 2. kole nad Lindsay Davenportovou do čtvrtfinále Wimbledonu, v němž podlehla pozdější vítězce Martině Hingisové.
Na okruhu také porazila Barbaru Schettovou, Anke Huberovou, Tamarine Tanasugarnovou či Magdalenu Malejevovou.
V roce 2011 spolukomentovala ženský tenis na veřejnoprávním kanálu ČT4.

## Finálové účasti na turnajích WTA (3)

### Dvouhra – vítězství (0)
Žádné vítězství.

### Dvouhra – prohra ve finále (3)
| Č. | Datum         | Turnaj               | Povrch  | Soupeřka ve finále                 | Výsledek            |
| -- | ------------- | -------------------- | ------- | ---------------------------------- | ------------------- |
| 1. | 2. srpen 1999 | Knokke-Zoute, Belgie | antuka  | María Antonia Sánchezová Lorenzová | 6-7 (2-7), 6-4, 6-2 |
| 2. | 14. únor 2000 | Hannover, Německo    | koberec | Serena Williamsová                 | 6-1, 6-1            |
| 3. | 5. srpen 2002 | Helsinki, Finsko     | antuka  | Světlana Kuzněcovová               | 2-6 2-6             |

### Čtyřhra – vítězství (0)
Žádné vítězství.

### Čtyřhra – prohra ve finále (0)
Žádná prohra.

## Pohár Federace
Denisa Chládková se zúčastnila 8 zápasů Poháru federace za tým Česka s bilancí 4-4 ve dvouhře a 1-1 ve čtyřhře.

## Klasifikace na žebříčku WTA/konec roku – dvouhra
| Sezóna | 1995 | 1996  | 1997  | 1998   | 1999  | 2000  | 2001  | 2002  | 2003  | 2004  | 2005   | 2006   |
| Pořadí | 276. | ▲ 99. | ▲ 50. | ▼ 134. | ▲ 57. | ▲ 51. | ▼ 50. | ▼ 63. | ▲ 43. | ▼ 54. | ▼ 130. | ▼ 578. |